# NGC 7194
NGC 7194 é uma galáxia elíptica (E) localizada na direcção da constelação de Pegasus. Possui uma declinação de +12° 38' 13" e uma ascensão recta de 22 horas, 03 minutos e 30,9 segundos.
A galáxia NGC 7194 foi descoberta em 9 de Novembro de 1884 por Lewis A. Swift.